# Meet the Press
Meet the Press é um programa de televisão transmitido pelo canal NBC News. Criado por Martha Rountree e Lawrence E. Spivak, detém o título de programa de maior duração na história da televisão estadunidense. O programa também é retransmitido na MSNBC.

## Apresentadores
- A seguir, a lista de moderadores do Meet the Press:[3]

| Martha Rountree                            | 1947–1953     |
| Ned Brooks                                 | 1953–1965     |
| Lawrence E. Spivak                         | 1966–1975     |
| Bill Monroe                                | 1975–1984     |
| Roger Mudd e Marvin Kalb (co-apresentador) | 1984–1985     |
| Marvin Kalb                                | 1985–1987     |
| Chris Wallace                              | 1987–1988     |
| Garrick Utley                              | 1989–1991     |
| Tim Russert                                | 1991–2008     |
| Tom Brokaw                                 | 2008          |
| David Gregory                              | 2008–2014     |
| Chuck Todd                                 | 2014–presente |